# کوتای
کوتای (به لاتین: Cotai) یک منطقهٔ مسکونی-تجاری در ناحیه‌ خودمختار ماکائو، واقع در جمهوری خلق چین است که در Municipality of das Ilhas واقع شده‌است. کازینوهای ماکائو در نوار کوتای که بی‌شباهت به نواره لاس‌وگاس نیست، واقع شده‌اند.

## خصوصیات
کوتای ۵٫۸ کیلومترمربع مساحت دارد.